# Apolpium leleupi
Apolpium leleupi es una especie de arácnido del orden Pseudoscorpionida de la familia Olpiidae.

## Distribución geográfica
Se encuentra en Ecuador.